# Европска серија рагбија седам 2022.
Европска серија рагбија седам 2022. је било 20. издање врхунског такмичења за рагби 7 репрезентације из Европе. 

Титулу су освојили седмичари Краљевине Шпаније, пошто су на два рагби седам турнира, сакупили 38 бодова.

## Репрезентације учесници
Напомене:
Због рата у Украјини, рагби 7 репрезентација Русије није учествовала.
Прилику су искористили Французи, који су заузели упражњено место, јер је Русија избачена од стране Европске рагби конфедерације.
Белгија и Чешка су зарадиле право учешћа, захваљујући врхунским резултатима у такмичењу "Европски трофеј у рагбију седам 2021." То је други ешалон европског рагбија седам.
- Рагби 7 репрезентација Шпаније
- Рагби 7 репрезентација Португала
- Рагби 7 репрезентација Пољске
- Рагби 7 репрезентација Литваније
- Рагби 7 репрезентација Италије
- Рагби 7 репрезентација Немачке
- Рагби 7 репрезентација Грузије
- Рагби 7 репрезентација Француске
- Рагби 7 репрезентација Чешке Републике
- Рагби 7 репрезентација Белгије

## Градови домаћини турнира и стадиони
- Национални стадион у Оеирасу, Лисабон, главни град Португала.
- Стадион Хенрик Рејман муниципал, Краков, град у Пољској.

## Први турнир у Португалу, у Лисабону
Рагби 7 утакмице су игране у Лисабону 25. и 26. јуна 2022.

### Групна фаза такмичења

#### Група А

##### Резултати групе А
- Шпанија  - Белгија  19-14
- Грузија  - Португал  12-19
- Шпанија  - Чешка Република  48-21
- Грузија  - Белгија  7-14
- Португал  - Чешка Република  26-0
- Шпанија  - Грузија  38-7
- Португал  - Белгија  12-21
- Грузија  - Чешка Република  12-24
- Шпанија  - Португал  31-12
- Чешка Република  - Белгија  17-24

##### Табела групе А
| Табела      | ИГ | Д | Н | И | ПД  | ПП  | ПР  | Бод. |
| ----------- | -- | - | - | - | --- | --- | --- | ---- |
| 1. Шпанија  | 4  | 4 | 0 | 0 | 136 | 54  | +82 | 12   |
| 2. Белгија  | 4  | 3 | 0 | 1 | 73  | 55  | +18 | 10   |
| 3. Португал | 4  | 2 | 0 | 2 | 69  | 64  | +4  | 8    |
| 4. Чешка    | 4  | 1 | 0 | 3 | 62  | 110 | -48 | 6    |
| 5. Грузија  | 4  | 0 | 0 | 4 | 38  | 95  | -57 | 4    |

#### Група Б

##### Резултати групе Б
- Немачка  - Француска  19-14
- Литванија  - Италија  12-19
- Немачка  - Пољска  48-21
- Литванија  - Француска  7-14
- Италија  - Пољска  26-0
- Немачка  - Литванија  38-7
- Италија  - Француска  12-21
- Литванија  - Пољска  12-24
- Немачка  - Италија  31-12
- Пољска  - Француска  17-24

##### Табела групе Б
| Табела       | ИГ | Д | Н | И | ПД  | ПП  | ПР  | Бод. |
| ------------ | -- | - | - | - | --- | --- | --- | ---- |
| 1. Немачка   | 4  | 4 | 0 | 0 | 136 | 54  | +82 | 12   |
| 2. Италија   | 4  | 3 | 0 | 1 | 73  | 55  | +18 | 10   |
| 3. Француска | 4  | 2 | 0 | 2 | 69  | 64  | +4  | 8    |
| 4. Литванија | 4  | 1 | 0 | 3 | 62  | 110 | -48 | 6    |
| 5. Пољска    | 4  | 0 | 0 | 4 | 38  | 95  | -57 | 4    |

### Завршница такмичења
Утакмица за девето место
Грузија  - Пољска  27-12
Утакмица за седмо место
Чешка Република  - Литванија  5-24
Утакмица за пето место
Португал  - Француска  12-43
Утакмица за треће место
Белгија  - Италија  14-21
Финале
Шпанија  - Немачка  7-21

### Пласман рагби 7 репрезентација на првом турниру у Португалу, у Лисабону
| Рагби 7 репрезентација           | Број бодова |
| -------------------------------- | ----------- |
| Рагби 7 репрезентација Немачке   | 20          |
| Рагби 7 репрезентација Шпаније   | 18          |
| Рагби 7 репрезентација Италије   | 16          |
| Рагби 7 репрезентација Белгије   | 14          |
| Рагби 7 репрезентација Француске | 12          |
| Рагби 7 репрезентација Португала | 10          |
| Рагби 7 репрезентација Литваније | 8           |
| Рагби 7 репрезентација Чешке     | 6           |
| Рагби 7 репрезентација Грузије   | 4           |
| Рагби 7 репрезентација Пољске    | 3           |

## Други турнир у Пољској, у Кракову
Рагби 7 утакмице су игране у Кракову 1. 2. и 3. јула 2022.

### Групна фаза такмичења

#### Група А

##### Резултати групе А
- Немачка  - Грузија  22-12
- Белгија  - Француска  12-21
- Француска  - Чешка  19-10
- Немачка  - Чешка  34-10
- Белгија  - Грузија  19-10
- Немачка  - Белгија  12-10
- Француска  - Грузија  28-12
- Белгија  - Чешка  29-0
- Немачка  - Француска  14-7
- Чешка  - Грузија  19-19

##### Табела групе А
| Табела       | ИГ | Д | Н | И | ПД | ПП  | ПР  | Бод. |
| ------------ | -- | - | - | - | -- | --- | --- | ---- |
| 1. Немачка   | 4  | 4 | 0 | 0 | 82 | 39  | +43 | 12   |
| 2. Француска | 4  | 3 | 0 | 1 | 75 | 48  | +27 | 10   |
| 3. Белгија   | 4  | 2 | 0 | 2 | 70 | 43  | +27 | 8    |
| 4. Грузија   | 4  | 0 | 1 | 3 | 53 | 88  | -35 | 5    |
| 5. Чешка     | 4  | 0 | 1 | 3 | 39 | 101 | -62 | 5    |

#### Група Б

##### Резултати групе Б
- Шпанија  - Пољска  38-12
- Италија  - Португал  19-22
- Португал  - Литванија  7-27
- Шпанија  - Литванија  24-14
- Италија  - Пољска  17-7
- Шпанија  - Италија  14-10
- Португал  - Пољска  24-5
- Италија  - Литванија  29-14
- Шпанија  - Португал  19-26
- Литванија  - Пољска  19-19

##### Табела групе Б
| Табела       | ИГ | Д | Н | И | ПД | ПП | ПР  | Бод. |
| ------------ | -- | - | - | - | -- | -- | --- | ---- |
| 1. Шпанија   | 4  | 3 | 0 | 1 | 95 | 62 | +33 | 10   |
| 2. Португал  | 4  | 3 | 0 | 1 | 79 | 70 | +9  | 10   |
| 3. Италија   | 4  | 2 | 0 | 2 | 75 | 57 | +18 | 8    |
| 4. Литванија | 4  | 2 | 0 | 2 | 74 | 79 | -5  | 7    |
| 5. Пољска    | 4  | 0 | 1 | 3 | 43 | 98 | -55 | 5    |

### Завршница такмичења
Утакмица за девето место
Чешка  - Пољска  21-19
Утакмица за седмо место
Литванија  - Италија  19-31
Утакмица за пето место
Белгија  - Грузија  24-7
Утакмица за треће место
Немачка  - Португал  24-14
Финале
Шпанија  - Француска  29-7

### Пласман рагби 7 репрезентација на другом турниру у Пољској, у Кракову
| Рагби 7 репрезентација           | Број бодова |
| -------------------------------- | ----------- |
| Рагби 7 репрезентација Шпаније   | 20          |
| Рагби 7 репрезентација Француске | 18          |
| Рагби 7 репрезентација Немачке   | 16          |
| Рагби 7 репрезентација Португала | 14          |
| Рагби 7 репрезентација Белгије   | 12          |
| Рагби 7 репрезентација Грузије   | 10          |
| Рагби 7 репрезентација Италије   | 8           |
| Рагби 7 репрезентација Литваније | 6           |
| Рагби 7 репрезентација Чешке     | 4           |
| Рагби 7 репрезентација Пољске    | 3           |

## Европска серија у рагбију седам 2022. - Коначан пласман
| Рагби 7 репрезентација           | Први турнир - Број бодова | Други турнир - Број бодова | Укупнo бодова |
| -------------------------------- | ------------------------- | -------------------------- | ------------- |
| Рагби 7 репрезентација Шпаније   | 18                        | 20                         | 38            |
| Рагби 7 репрезентација Немачке   | 20                        | 16                         | 36            |
| Рагби 7 репрезентација Француске | 12                        | 18                         | 30            |
| Рагби 7 репрезентација Белгије   | 14                        | 12                         | 26            |
| Рагби 7 репрезентација Италије   | 16                        | 8                          | 24            |
| Рагби 7 репрезентација Португала | 10                        | 14                         | 24            |
| Рагби 7 репрезентација Грузије   | 4                         | 10                         | 14            |
| Рагби 7 репрезентација Литваније | 8                         | 6                          | 14            |
| Рагби 7 репрезентација Чешке     | 6                         | 4                          | 10            |
| Рагби 7 репрезентација Пољске    | 3                         | 3                          | 6             |

## Анализа Европске серије у рагбију седам 2022.
Била је ово двадесета сезона Европске серије у рагбију седам. У дотадашњој историји, највише успеха је имао Португал са осам освојених титула. У Европској серији у рагбију седам 2022. учествовало је 10 квалитетних европских рагби 7 репрезентација. Најбоље европске рагби 7 репрезентације се такмиче у Светској серији рагбија седам. Европска серија рагбија седам је први ешалон европског рагбија седам, испод је други ешалон - Европски трофеј у рагбију седам, па трећи и четврти ешалон - Европска конференција 1 и 2 у рагбију седам. 
Одржана су два турнира, један у јуну, у Португалу и један у јулу, у Пољској. Шпанија је освојила другу титулу. Друго место су освојили Немачки рагбисти, а треће седмичари Француске. У нижи ранг су испали Чешка и Пољска. Укупно је одиграно 54 утакмице, а гледаоци у Пољској и Португалу су имали прилике да уживају у добром рагбију 7, витешкој борби, лепим головима и есејима.
| Победник Европске серије рагбија седам 2022.                                               |
| ------------------------------------------------------------------------------------------ |
| Рагби 7 репрезентација Краљевине Шпаније 2. титула победника Европске серије рагбија седам |